# (7557) 1982 FK3
A (7557) 1982 FK3 a Naprendszer kisbolygóövében található aszteroida. Henri Debehogne fedezte fel 1982. március 21-én.